# نخالية حزازية وجدرية حادة
النخالية الحزازية والجدرية الحادة (والتي تعرف أيضا باسم «نظيرة الصدفية النقطية الحادة» و«نظيرة الصدفية الحادة» و«النخالية الحزازية الحادة» و«داء موخا-هيبرمان» و«النخالية الحزازية»:456:736) مرض يصيب الجهاز المناعي. وهو النسخة الأكثر شراسة من النخالية الحزازية المزمنة. يتميز المرض بوجود طفح جلدي وأنسجة مُدمرة صغيرة على الجلد. يحدث المرض بشكل أكبر في الإناث ويحدث عادة في مرحلة مبكرة من سن البلوغ، وعلى الرغم من تشخيصه في كل مجموعه عمرية وفي كل عِرق إلا أنه من الممكن أن تحدث نوبات انحسار للمرض لمدة قصيرة من الوقت أو على الدوام.

## التشخيص
يُشخص المرض خطأً وبشكل شائع على أنه جدري مائي أو عد وردي. يتم عادة التعرف الخاطيء على المرض على أنه نوع من أنواع البكتيريا العنقودية. إن أدق طريقة ل تشخيص المرض تتطلب أخذ خزعة من النسيج المُدمر. لم يتم تصنيف هذا المرض على أنه مهدد للحياة. إلا أنه ربما يكون هناك طفرات للمرض قد تؤدي إلى حدوث قرح على الجزء الخارجي من الجسم.

## الأسباب
لايوجد سبب معروف لهذا المرض; إلا أنه تم الربط بينه وبين العديد من الفيروسات واللقاحات وباقي الأمراض. هناك دلائل تقوم بإقرانه مع الفيروس الصغير بي 19.
إن أسهل الطرق لفهم هذا المرض هو عن طريق التفكير بالطريقة التالية: يمتلك كل شخص خلايا تائية تقوم بمحاربة المرض؛ في الأشخاص الذين يعانون من هذا المرض، تختلط الخلايا التائية وتقرر أن تتشكل في الجلد مسببة ظهورالأنسجة المدمرة على سطح الجلد. من غير المعروف آلية حدوث ذلك.
إن المحفز الذي يسبب استجابة الجهاز المناعي المختل وظيفيا للمرض غير معروفة، يُشتبه في أسباب بكتيريه وفيروسية وبيئية إلا أنه لم يتم برهنة أي منها بشكل قاطع. هناك نظرية أخرى تقترح أن سبب حدوث المرض قد يكون مرتبطا بالليمف أو العقد الليمفية.

## العلاج
المرض غير معد وفي الوقت الحالي لايوجد علاج للمرض، على الرغم من أن الأنسجة المدمرة يمكن علاجها باستخدام الأشعة فوق البنفسجية بالإضافة إلى الستيرويدات الموضعية والمضادات الحيوية
يتطلب العلاج غالبا القيام بخطط علاجية عديدة تعالج الجهاز المناعي والأسباب البكتيرية أو الفيروسية أو الجلدية

## وصلات خارجية
- جمعية طب الجلد في نيوزيلندا scaly/pityriasis-lichenoides